# Chronologie druhé světové války
Chronologie druhé světové války uvádí v chronologickém pořadí významné události druhé světové války od 1. září 1939 do 2. září 1945 (celkem šest let a jeden den). 

## 1939

### Invaze do Polska

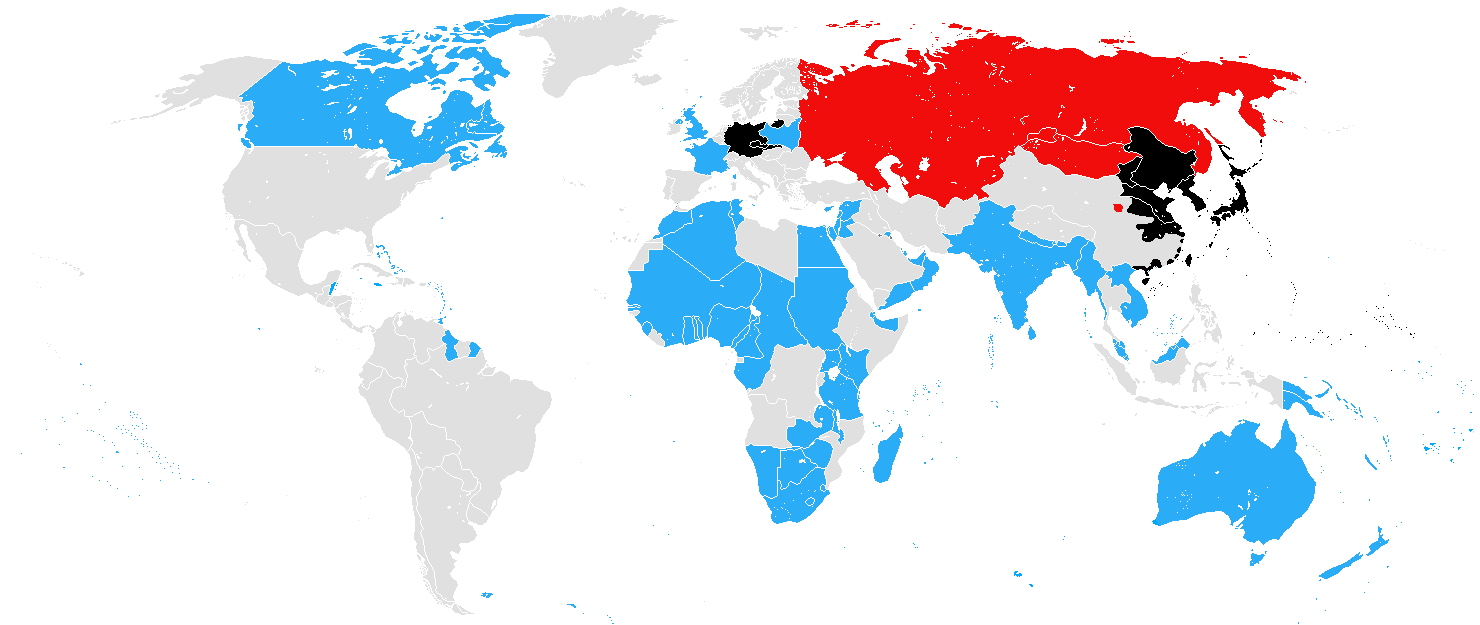
31. srpen 1939

- 1. září – Německo přepadlo Polsko. Začala druhá světová válka v Evropě.
- 3. září – Francie, Spojené království a Austrálie vyhlásily Německu válku.
- 5. září – Spojené státy americké deklarovaly svoji neutralitu v začínající válce.
- 6. září – Jihoafrická Unie vyhlásila Německu válku.
- 9. září – Začala bitva na Bzuře, největší bitva války mezi Polskem a Německem.
- 10. září – Kanada vyhlásila Německu válku.
- 17. září – Sovětský svaz napadl Polsko. Organizovaný odpor polské armády proti napadení Německem a SSSR se začal hroutit.
- 28. září – Kapitulace Varšavy před náporem Wehrmachtu.
- 29. září – Kapitulovala pevnost Modlin.
- 2. říjen – Skončil hrdinný odpor polských obránců Helské kosy. Od 9. září dokázali sestřelit 50 letadel německé Luftwaffe.
- 5. říjen – Kapitulací jednotek generála Franciszka Kleeberga byl ukončen organizovaný odpor polské armády.
- 6. říjen – Skončila invaze do Polska. Nacistické Německo, Slovenský stát a Sovětský svaz společně v jediném měsíci zlikvidovaly Polsko (druhou Polskou republiku), které bylo rozděleno a anektováno v souladu s Německo-sovětskou smlouvou o přátelství, spolupráci a vymezení demarkační linie (druhý pakt Ribbentrop–Molotov) – rozdělením území Polska podle Curzonovy linie (vytyčené Radou Dohody usnesením z 8. prosince 1919 podle etnografických zásad).
- 8. říjen – Německo vyhlásilo anexi západních oblastí Polska.
- 14. říjen – Ponorka U-47 německého kapitána Günthera Priena pronikla do hlavní základny britského námořnictva Scapa Flow a potopila HMS Royal Oak.
- 18. říjen – Z Ostravy byl vypraven první transport židovských obyvatel v rámci Akce Nisko.

### Perzekuce českých studentů

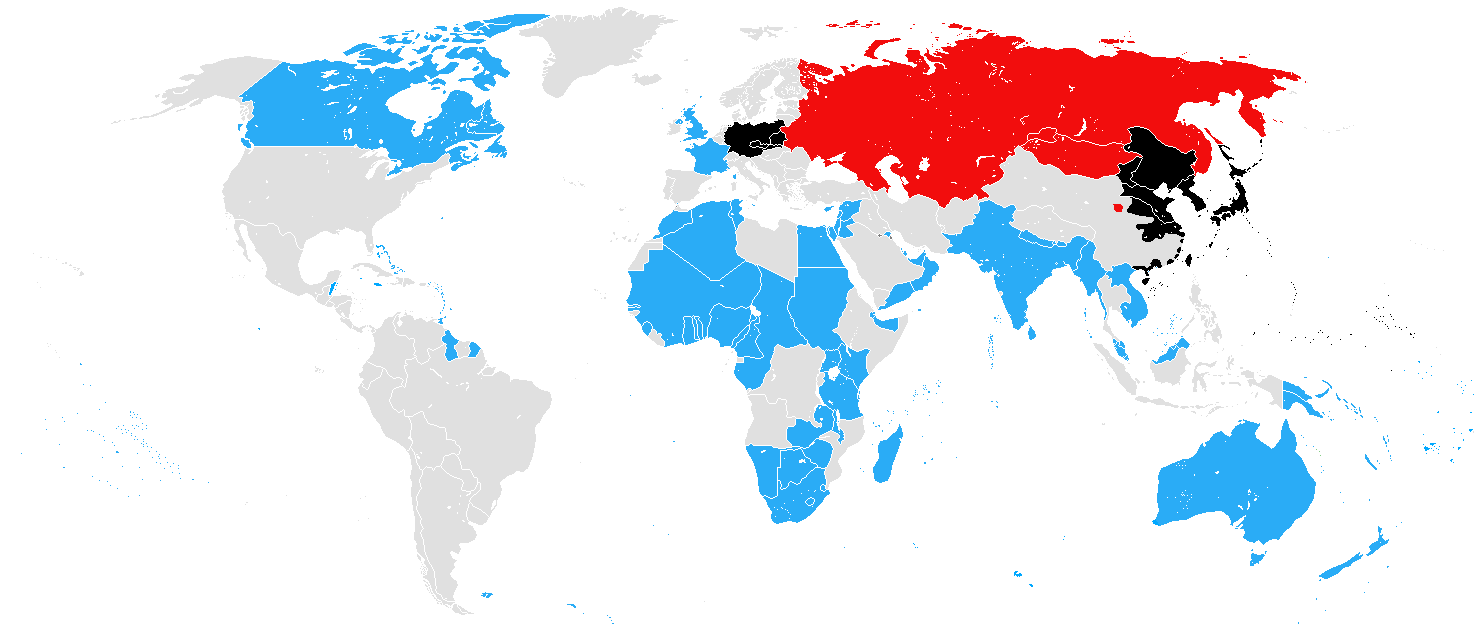
prosinec 1939

- 28. říjen – V Praze došlo k masovým demonstracím proti německé okupaci Čech, Moravy a Slezska. Během jejich rozhánění byli zabiti Jan Opletal a Václav Sedláček.
- 8. listopad – Adolf Hitler těsně unikl atentátu, který v Mnichově provedl Georg Elser.
- 15. listopad – Pohřeb Jana Opletala smrtelně zraněného během demonstrací 28. října se změnil v demonstraci proti okupaci.
- 17. listopad – V reakci na demonstrace nařídil Adolf Hitler uzavření českých vysokých škol. Vedoucí představitelé vysokoškoláků byli zatčeni a popraveni. Další stovky českých studentů byly zatčeny a odvlečeny do koncentračních táborů.

### Zimní válka
- 30. listopad – Sovětský svaz napadl Finsko, začala Zimní válka.
- 13. prosinec – Odehrála se námořní bitva u ústí Rio de La Plata.
- 14. prosinec – Sovětský svaz byl za nevyprovokovanou agresi proti Finsku vyloučen ze Společnosti národů.
- 17. prosinec – Byla potopena německá kapesní bitevní loď Admiral Graf Spee.

## 1940

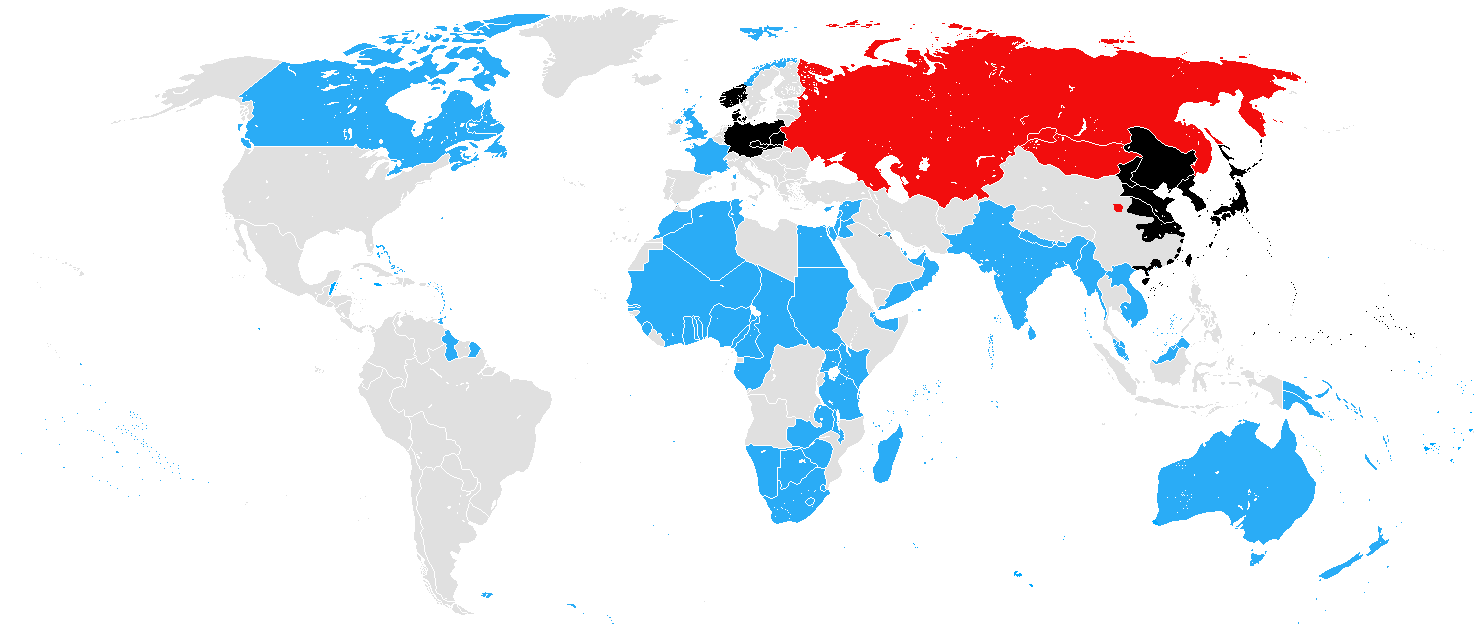
květen 1940

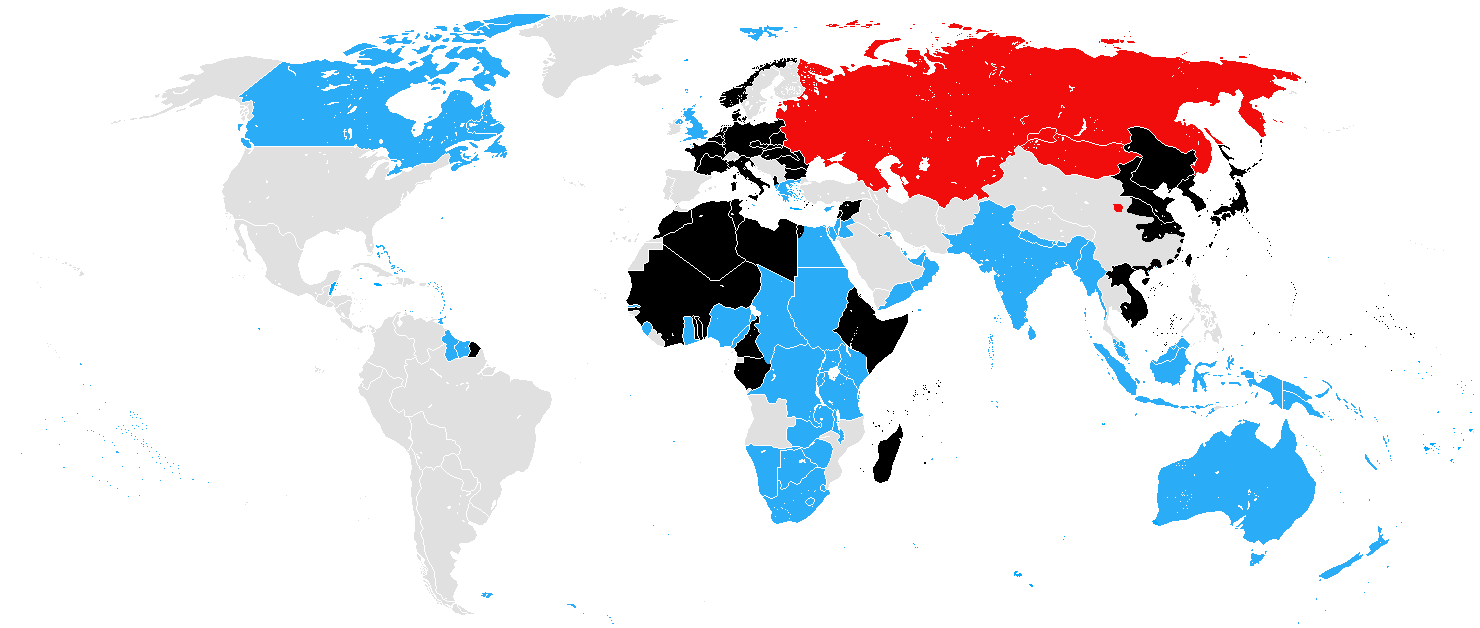
prosinec 1940

- 8. ledna – Bitva o Suomussalmi skončila velkou porážkou Rudé armády.
- 20. ledna – Začala druhá bitva u Taipale, skončila 13. března.
- 1. února – Rudá armáda zahájila svou druhou velkou ofenzívu na Karelské šíji. Začala druhá bitva u Summy.
- 15. února – Rudá armáda prolomila hlavní pozice Mannerheimovy linie u Summy, Finové ustoupili na rezervní pozice.
- 16. únor — HMS Cossack abordáží německého tankeru Altmark v norských výsostných vodách zachránil 299 britských námořníků z lodí potopených německou kapesní bitevní lodí Admiral Graf Spee.
- 6. března – Rudá armáda ovládla západní břeh Viipurského zálivu.
- 12. března – Moskevský mír (finsko-sovětská mírová smlouva).
- 13. března – V souladu s Moskevským mírem skončily válečné operace Zimní války mezi Finskem a SSSR.
- 8. dubna – Britské královské námořnictvo (Royal Navy) zahájilo zaminovávání norských výsostných vod.
- 9. dubna – Zahájení operace Weserübung, Německo napadlo Dánsko a Norsko.
- 10. května – Německo zahájilo útok na Belgii, Nizozemsko, Lucembursko a Francii.
- 8. června – Evakuace britských jednotek z Norska.
- 10. června – Kapitulace Norska a vstup Itálie do války.
- 14. června – Německo obsadilo Paříž.
- 17. června – Sovětský svaz přepadl a anektoval Lotyšsko.
- 22. června – Příměří z Compiègne, Francie kapitulovala.
- 28. června – SSSR anektoval Besarábii.
- 3. července – Útok na Mers-el-Kebír (operace Katapult), britský námořní Svaz H napadl francouzské loďstvo (pod kontrolou vlády ve Vichy), kotvící v Mers-el-Kebíru u Oranu v Alžírsku a způsobil mu těžké ztráty. Zahynulo přes 1000 námořníků.
- 10. července – Začala bitva o Británii.
- 12. července – Vznik první čs. letecké perutě (310. stíhací perutě) ve Spojeném království.
- 19. července – Námořní bitva u mysu Spatha.
- 31. července – Adolf Hitler informoval generály o svém úmyslu přepadnout Sovětský svaz.
- 31. srpna – Říšský protektor Konstantin von Neurath a K. H. Frank předložili Hitlerovi návrhy na způsob likvidace českého národa.
- 23. září – Operace Menace, Britové se neúspěšně pokusili o vylodění v Dakaru na území ovládaném Vichistickou Francií (v současnosti Senegal). Byli s těžkými ztrátami odraženi.
- 25. září – 83 francouzských letounů zaútočilo na britský Gibraltar. Šlo o největší nálet provedený francouzským letectvem v roce 1940.
- 28. října – Začátek italského útoku na Řecko.
- 31. října – Skončila nejurputnější fáze bitvy o Británii.
- 11. listopadu – Útok na Tarent, letadla z HMS Illustrious provedla útok na přístav v Tarentu a způsobila italskému loďstvu (Regia Marina) těžké ztráty.

## 1941

### Čechy a Morava
- 1. dubna – Gestapo zatklo pplk. Josefa Balabána.
- 13. května – Gestapo zatklo Josefa Mašína.
- 28. září – Zastupující říšský protektor Reinhard Heydrich vyhlásil stanné právo a rozpoutal vlnu represí.
- 29. září – Zatčen předseda protektorátní vlády generál Alois Eliáš.

### Svět

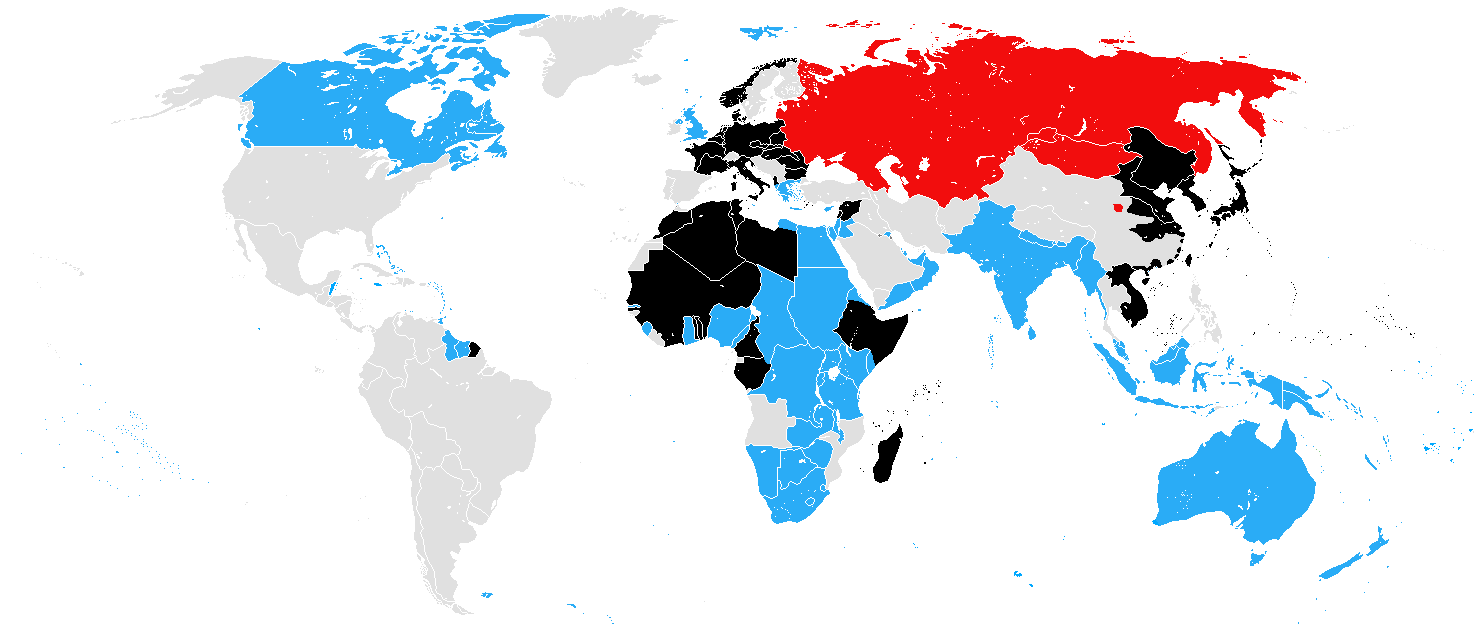
březen 1941

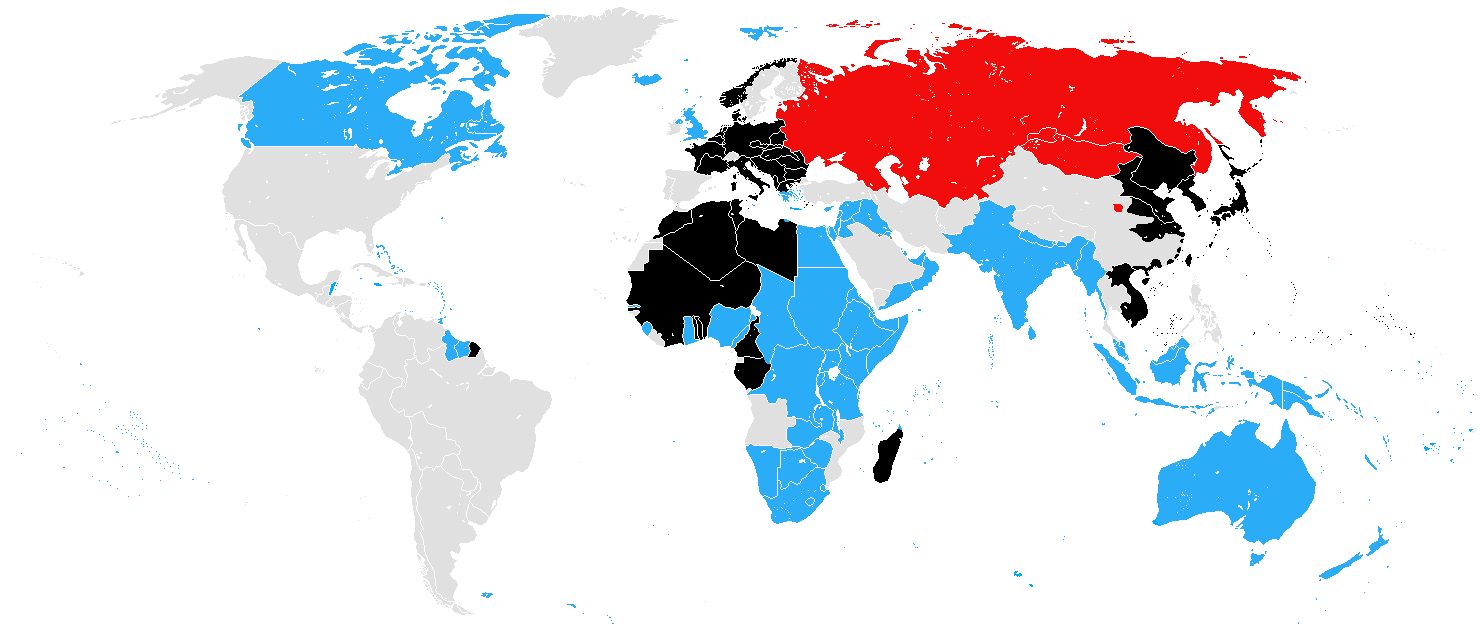
duben 1941

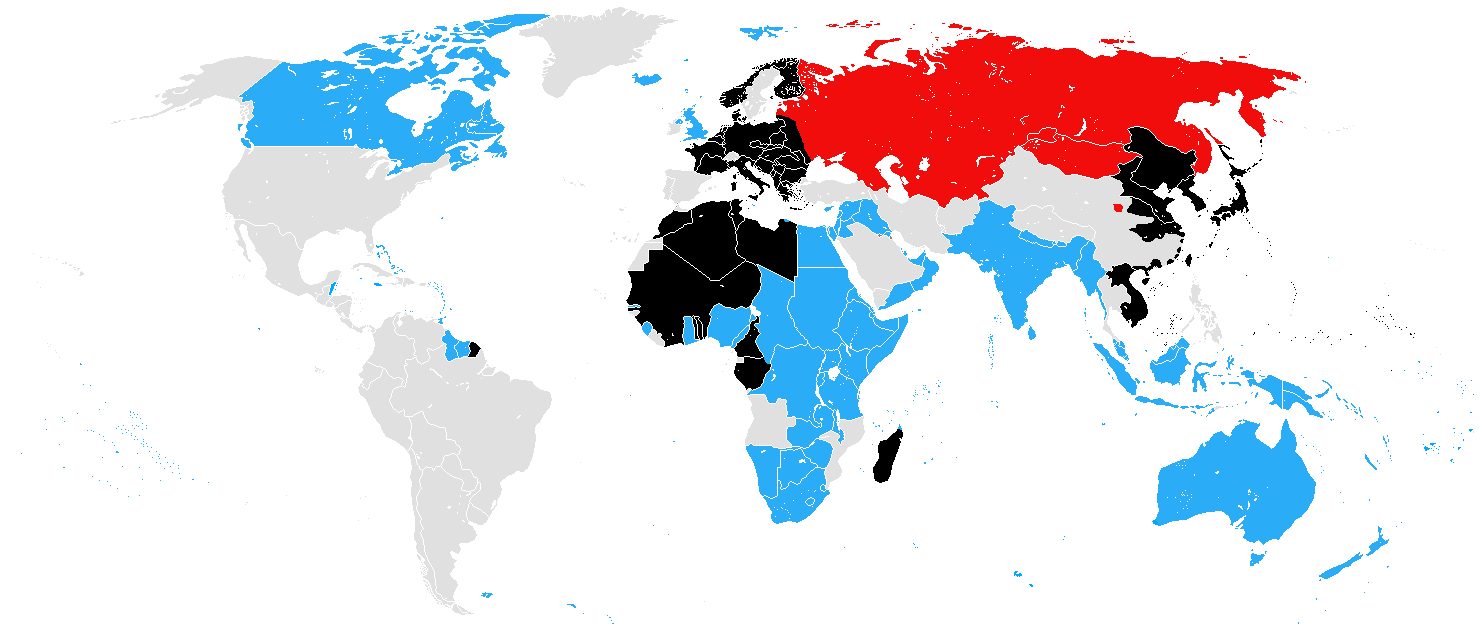
červenec 1941

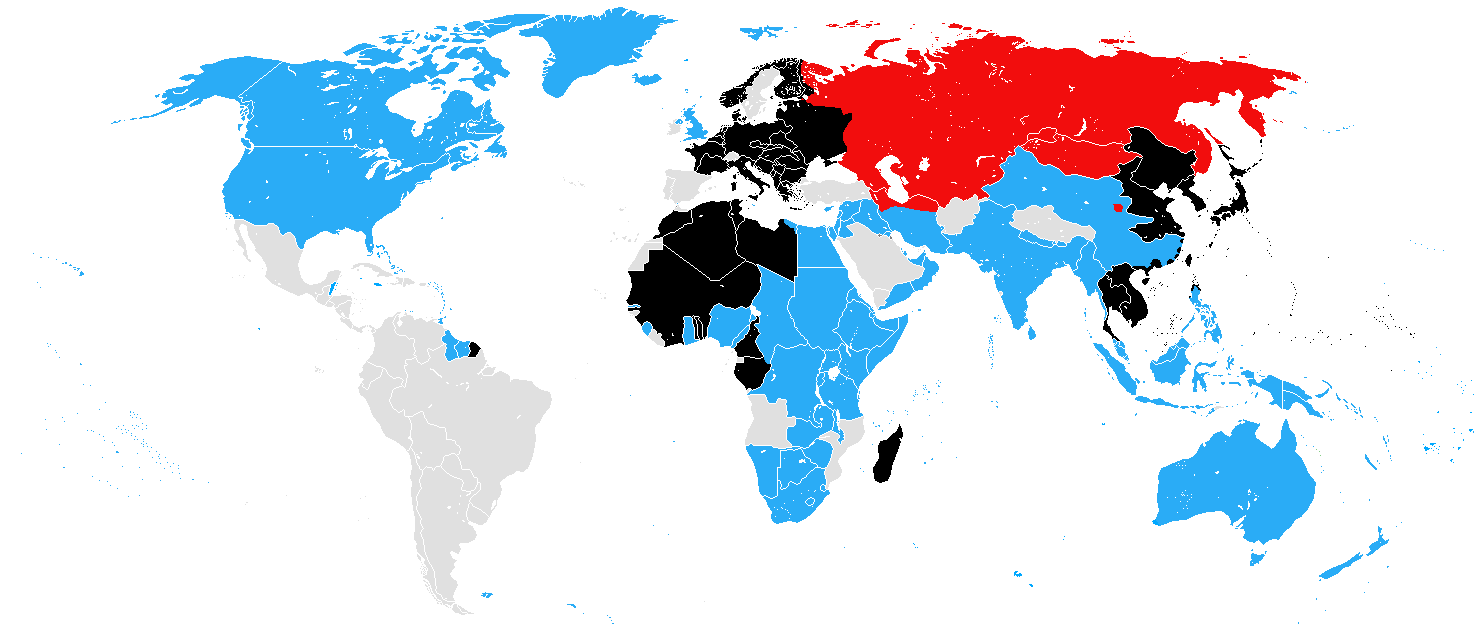
prosinec 1941

- 22. ledna – Britské a australské jednotky dobyly Tobrúk.
- 11. února – Německý generál Erwin Rommel se přesunul do Severní Afriky.
- 29. března – Bitva u Matapanu, Britové porazili italskou námořní flotu.
- 6. dubna – Německo napadlo Jugoslávii a Řecko.

- 13. dubna – Podepsána Sovětsko-japonská smlouva o neútočení.
- 17. dubna – Kapitulace Jugoslávie.
- 21. dubna – Kapitulace Řecka.
- 20. května – Německé výsadkové jednotky provedly invazi na Krétu.
- 24. května – Bitva v Dánském průlivu, německá bitevní loď Bismarck potopila britskou HMS Hood.
- 27. května – Bitevní loď Bismarck potopena v severním Atlantiku.
- 22. června – Bylo zahájeno přepadení Sovětského svazu nacistickým Německem (Operace Barbarossa). Pro SSSR začala Velká vlastenecká válka na východní frontě druhé světové války.
- 25. června – Sovětské letectvo bombardovalo finská města, Finsko vyhlásilo Sovětskému svazu tzv. pokračovací válku.
- červen – Německý Wehrmacht obsadil litevské město Vilnius.
- 12. července – Japonsko předložilo Vichistické Francii ultimátum, kterým se dožadovalo odstoupení jejích osmi leteckých a dvou námořních základen v kolonii Francouzská Indočína.
- 16. července – Japonský 2. kabinet prince Konoeho Fumimary podal demisi.
- 18. července – Nový 3. kabinet prince Konoeho se ujal vlády.
- 25. července – Japonci vyhlásili „protektorát“ nad Francouzskou Indočínou, začala její okupace a příprava základen pro útok na Malajsii.
- 26. července – Jako reakci na japonské obsazení Francouzské Indočíny nařídil prezident Spojených států Franklin Delano Roosevelt zmrazit japonská finanční a majetková aktiva v USA.
- 30. července – Americký dělový člun USS Tutuila (PR-4) byl poškozen japonskými bombardéry u Čchung-čchingu. Japonci se omluvili, že šlo o omyl.
- 1. srpna – Řecké jednotky na Krétě kapitulovaly.
- 3. srpna – Clemens August von Galen, arcibiskup münsterský, ve svém kázání zveřejnil detaily o tajných nacistických programech eutanazie a ostře je odsoudil.
- 4. srpna – Prezident Spojených států Franklin Delano Roosevelt uzavřel Panamský průplav pro japonské lodě.
- 14. srpna – Proklamace Atlantické charty.
- 24. srpna – Hitler formálně nařídil, aby byly euthanasijní programy zastaveny.
- 8. září – Po rychlém postupu Wehrmachtu začalo obležení Leningradu.
- 29. září – Začal masakr v Babím Jaru, při němž Němci povraždili v rokli u Kyjeva 33 tisíc Židů.
- 30. září – Útokem Wehrmachtu na pozice Rudé armády před hlavním městem SSSR začala bitva před Moskvou (operace Tajfun).
- 2. října – Prezident Roosevelt odmítl nabídku japonského premiéra prince Konoeho na setkání, dokud se japonská vojska nestáhnou z Číny.
- 30. října – Začala bitva o Sevastopol.
- 7. listopadu – Německým letounem He 111 byla potopena sovětská nemocniční loď Armenia. Při katastrofě zahynulo přes 5 000 pasažérů.
- 6. prosince – Sovětská vojska přešla do rozhodujícího protiútoku před Moskvou.
- 7. prosince – Japonský útok na americkou námořní základnu Pearl Harbor na Havajských ostrovech.
- 8. prosince
  - USA a Nizozemsko oficiálně vyhlásily válku Japonskému císařství.
  - Japonci bombardovali atol Wake, ostrov Guam, britskou korunní kolonii Hongkong, Singapur a Filipíny.
  - Japonci se vylodili v Thajsku a Malajsii.
- 9. prosince
  - Legitimní vláda Čínské republiky vyhlásila válku Japonsku. Do toho dne nepanoval mezi oběma státy oficiálně válečný stav, ačkoliv od 7. prosince 1937 probíhala druhá čínsko-japonská válka.
  - Japonci se vylodili na atolech Tarawa a Makin.
  - Japonci obsadili thajské hlavní město Bangkok.
- 10. prosince
  - Japonci se vylodili na Filipínách a zahájili boj o Filipíny.
  - Kapitulace Guamu.
  - Zničení Svazu Z: Potopení britských lodí HMS Prince of Wales a HMS Repulse japonskými letadly.
- 11. prosince
  - Německo a Itálie vyhlásily válku USA.
  - První japonský pokus o invazi na atol Wake odražen.
- 13. prosince – Námořní bitva u mysu Bon.
- 19. prosince – Nájezd italských žabích mužů na Alexandrii ochromil britskou středomořskou flotu a ustavil italskou námořní převahu ve Středomoří.
- 23. prosince – Druhý japonský pokus o invazi na atol Wake byl úspěšný. Americké jednotky kapitulovaly po několika hodinách boje.
- 25. prosince – Japonci dobyli a obsadili Hongkong.
- 26. prosince – Začala sovětská Kerčsko-feodosijská operace.
- 28. prosince
  - Připojení Besarábie k Rumunsku.
  - Noc z 28. na 29. prosince – nad územím Protektorátu Čechy a Morava byly vysazeny tři výsadky: Silver A, Silver B a Anthropoid.

## 1942

### Čechy a Morava
- 21. března – št. kpt. Václav Morávek, nejdéle činný ze Tří králů, zahynul v přestřelce s několika desítkami agentů gestapa.
- 27. května – Jozef Gabčík a Jan Kubiš provedli v Praze-Libni atentát na Reinharda Heydricha.
- 10. června – Vyhlazení Lidic. Němečtí nacisté přepadli Lidice u Kladna, vyvraždili tamější muže a vesnici srovnali se zemí.
- 24. června – Němečtí nacisté přepadli a srovnali se zemí osadu Ležáky.
- 23. října – V koncentračním táboře Mauthausen, kde za války zahynulo kolem 4,5 tisíce Čechů a Slováků, bylo popraveno 252 příbuzných Josefa Gabčíka a Jana Kubiše.

### Svět

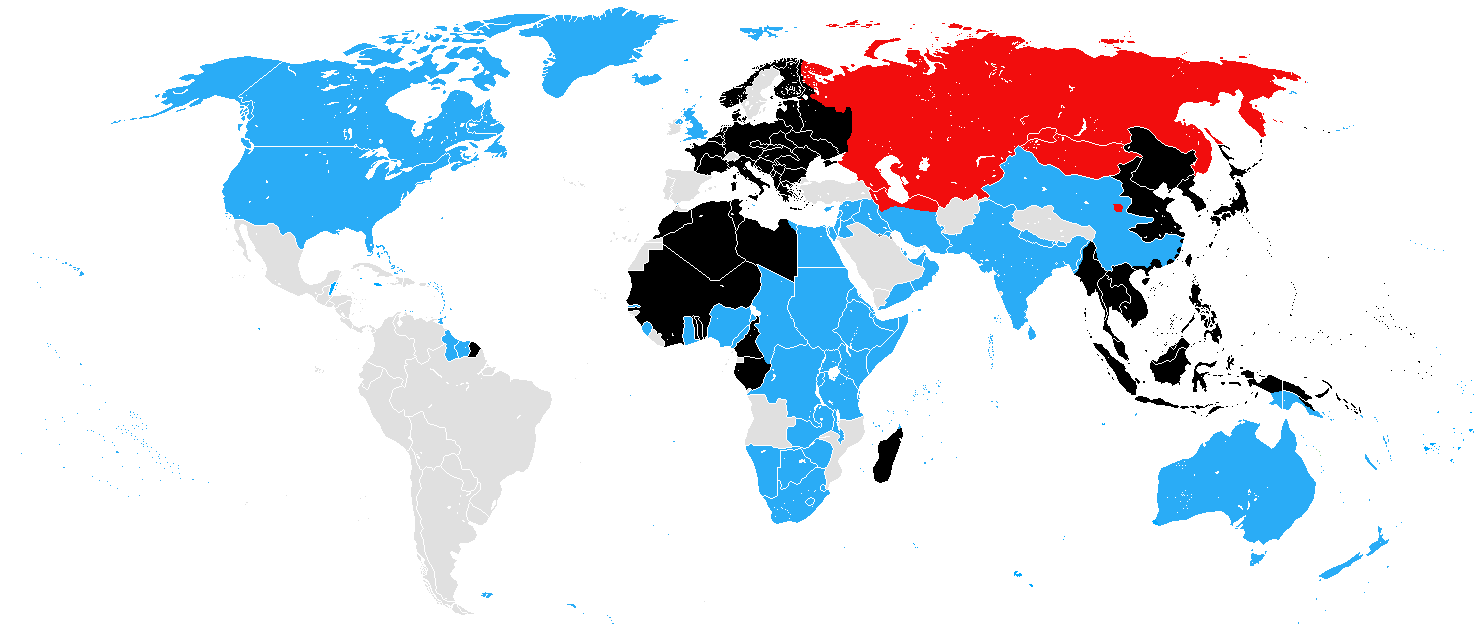
červen 1942

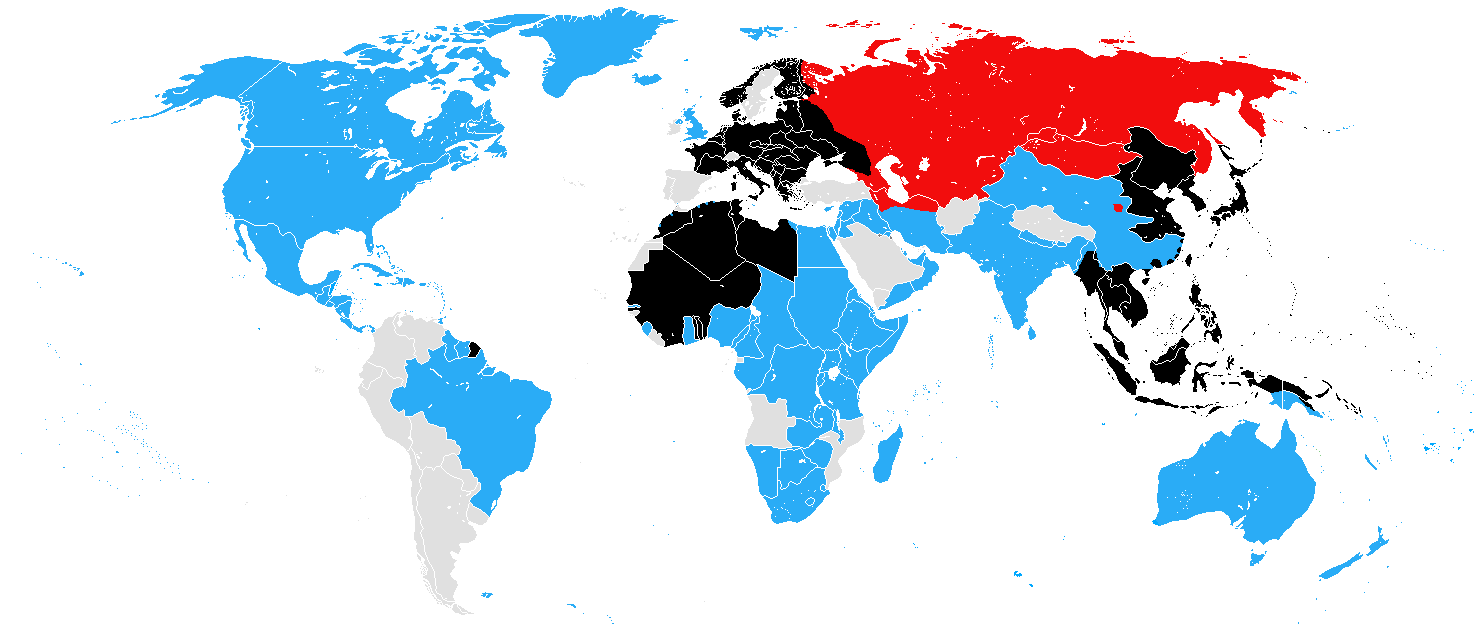
listopad 1942

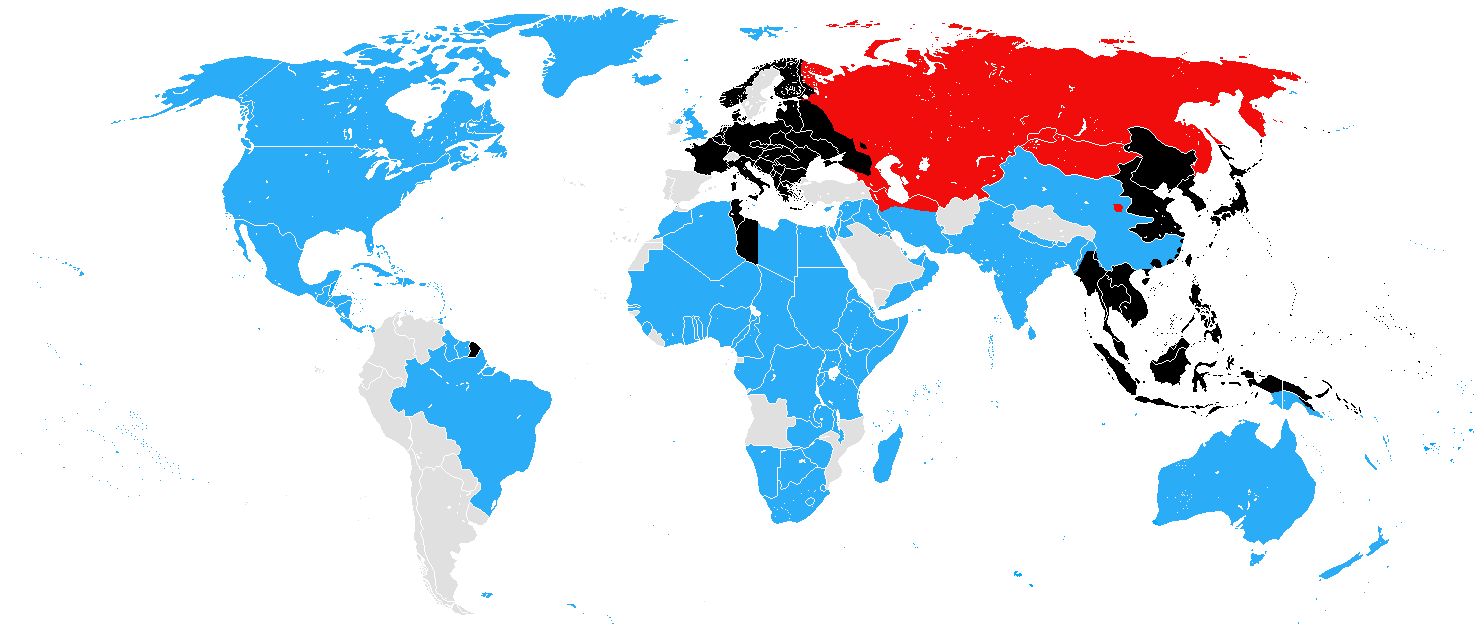
prosinec 1942

- 1. ledna – Vydána Deklarace Spojených národů.
- 11. ledna – Japonsko vyhlásilo válku Nizozemsku a napadlo Nizozemskou Východní Indii.
- 11. ledna – Japonci dobyli Kuala Lumpur.
- 19. ledna – Japonci zahajují invazi do Barmy.
- 20. ledna – Nacisté rozhodli na konferenci ve Wannsee (Berlín), že tzv. konečným řešením židovské otázky bude likvidace Židů.
- 23. ledna – Japonci se vylodili v Rabaulu.
- 25. ledna – Thajsko vyhlásilo válku USA a Velké Británii.
- 26. ledna – Do Evropy se přesunuly první americké jednotky.
- 1. února — Americké letadlové lodě USS Yorktown a USS Enterprise zaútočily na cíle v Marshallových a Gilbertových ostrovech
- 11. února – operace Cerberus, silná německá eskadra opustila Brest a proplula průlivem La Manche do severoněmeckých přístavů.
- 13. února – Japonci zahájili invazi na Sumatru.
- 15. února – Singapur kapituloval.
- 19. února – Japonci bombardovali australský Darwin.
- 27. a 28. února — Námořní bitva v Jávském moři: neúspěšný pokus Spojenců zastavit japonskou invazi na Jávu.
- 1. března — Japonské jednotky se vylodily na Jávě.
- 8. března — Nizozemské jednotky na Jávě kapitulovaly, organizovaný odpor v Nizozemské východní Indii de facto skončil.
- 18. března — Doolittlův nálet na Japonsko.
- 9. dubna – Japonci zlomili odpor amerických jednotek na Bataanu.
- 4. až 8. května – Bitva v Korálovém moři, první bitva letadlových lodí.
- 6. května – Kapitulace amerických sil na Corregidoru, Japonci ovládli severní Filipíny.
- 12. května - Začala druhá bitva o Charkov, po níž se Němcům otevřel prostor k útoku na Stalingrad a ke Kavkazu.
- 4. až 6. června – Bitva u Midway, drtivé vítězství Spojenců.
- 9. června – Kapitulace Samaru, posledních amerických jednotek na Filipínách.
- 11. až 16. června – Námořní operace Vigorous ve Středozemním moři.
- 28. června – Začala bitva u Stalingradu.
- 2. července – Bitva o konvoj PQ 17 plující z Islandu do SSSR.
- 25. července – Začala bitva o Kavkaz.
- 30. července – Začala bitva o Ržev.
- 5. srpna – Spojené království odvolalo svůj podpis pod Mnichovskou dohodou.
- 7. srpna – Americké síly se vylodily na ostrovech Guadalcanal, Tulagi, Gavutu a Tanambogo v Šalomounových ostrovech a obsadili letiště na Guadalcanalu, které tu Japonci budovali. Začala bitva o Guadalcanal.
- 9. srpna – Bitva u ostrova Savo, první námořní bitva během bojů o Guadalcanal. Americké námořnictvo utrpělo jednu z nejdrtivějších porážek ve své historii.
- 19. srpna – Nájezd na Dieppe, těžká spojenecká porážka s obrovskými ztrátami.
- 21. srpna – Bitva na řece Tenaru, americké jednotky na Guadalcanalu odrazily japonský útok na obranný perimetr kolem letiště.
- 24. srpna – Bitva u východních Šalomounů.
- 11. až 14. září – Bitva o Edson's Ridge na Guadalcanalu.
- 11. října – Bitva u mysu Esperance.
- 23. až 26. října – Bitva o Hendersonovo letiště na Guadalcanalu.
- 23. října – 4. listopadu – Druhá bitva u El Alameinu.
- 23. až 27. října – Bitva u ostrovů Santa Cruz.
- 8. listopadu – Operace Torch, vylodění angloamerických jednotek ve francouzských koloniích v severní Africe.
- 10. listopadu – Němci zahájili okupaci vichistické Francie. Obsazen zbytek Francie kromě perimetru kolem Toulonu.
- 19. listopadu – Rudá armáda zahájila operaci Uran.
- 25. listopadu – Začala sovětská ofenzíva - operace Mars.
- 27. listopadu – Francouzské loďstvo se potopilo v Toulonu, aby nepadlo do rukou Němců.
- 2. prosince – Projekt Manhattan: tým Enrica Fermiho uskutečnil první uměle vyvolanou jadernou řetězovou reakci.

## 1943

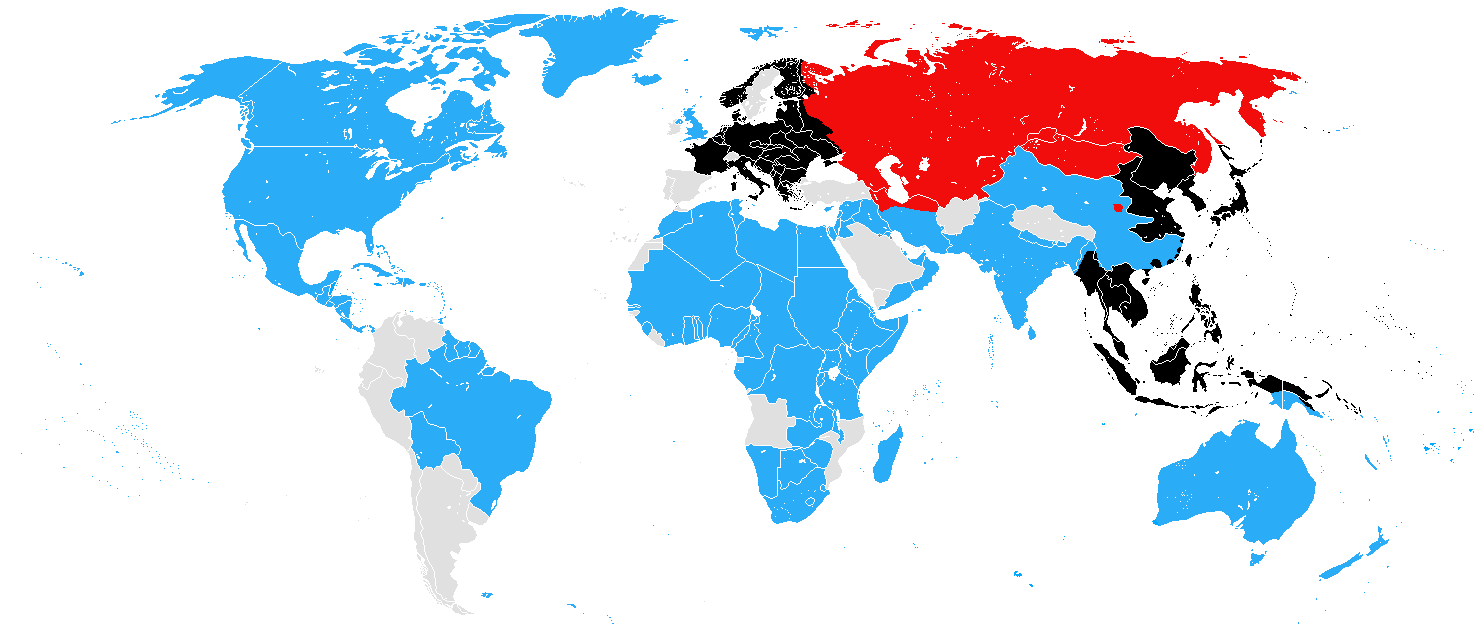
červenec 1943

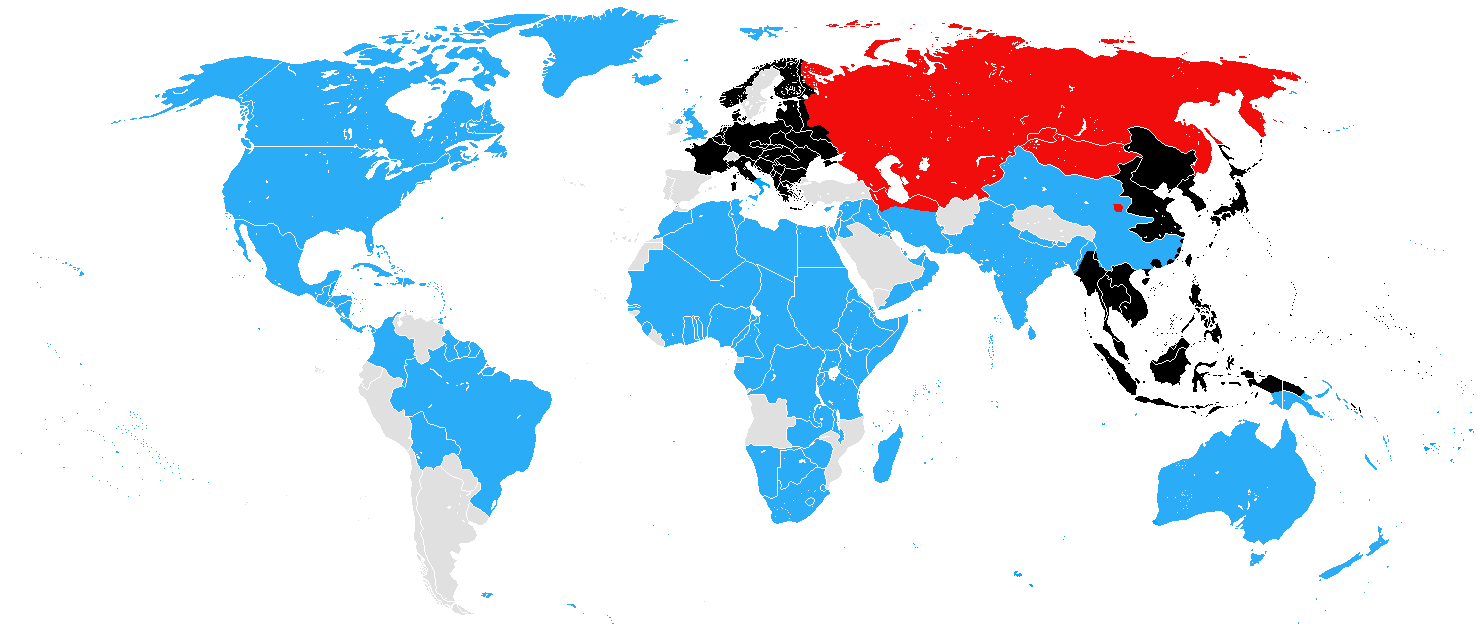
prosinec 1943

- 30. ledna – 1. československý samostatný prapor v SSSR odjel z Buzuluku na frontu.
- 2. února – Kapitulace Wehrmachtu po bitvě u  Stalingradu. Polní maršál Friedrich Paulus zajat.
- 8. března – Bitva u Sokolova, první bojové vystoupení československé jednotky v SSSR.
- 19. dubna až 16. května – Povstání ve varšavském ghettu.
- 13. června – Nacisté vypálili obec Český Malín ve Volyňsku a vyvraždili tamní obyvatelstvo, většinou české národnosti.
- 5. července až 23. srpna – Bitva v Kurském oblouku.
- 10. července – Vylodění západních Spojenců na Sicílii.
- 12. července – Byla zahájena sovětská útočná operace Kutuzov.
- 25. července – Padl italský fašistický režim.
- 2. srpna – Povstání v Treblince
- 7. srpna – Byla zahájena sovětská útočná operace Suvorov, nazvaná též jako Druhá bitva o Smolensk.
- 24. srpna – Rudá armáda zahájila mohutnou útočnou operaci zvanou jako Bitva o Dněpr.
- 1. září – Židovské povstání ve Vilniusu na Litvě.
- 8. září – Zveřejněna kapitulace Itálie, kterou italský premiér Pietro Badoglio podepsal 3. září.
- 14. října – Povstání v Sobiboru.
- 6. listopadu – Osvobození Kyjeva, bojů o Kyjev se zúčastnilo i československé vojsko v SSSR.
- 28. listopadu – Začala Teheránská konference tzv. Velké trojky v Teheránu. Bylo to první setkání vrcholných představitelů Spojenců Josifa Stalina, Franklina Delano Roosevelta a Winstona Churchilla. Konference trvala do 1. prosince.
- 12. prosince – Při návštěvě prezidenta Edvarda Beneše v Moskvě byla uzavřena nová spojenecká smlouva mezi Československem a Sovětským svazem.
- 24. prosince – Byla zahájena Žytomyrsko-berdyčevská operace, které se zúčastnila i 1. československá samostatná brigáda.

## 1944

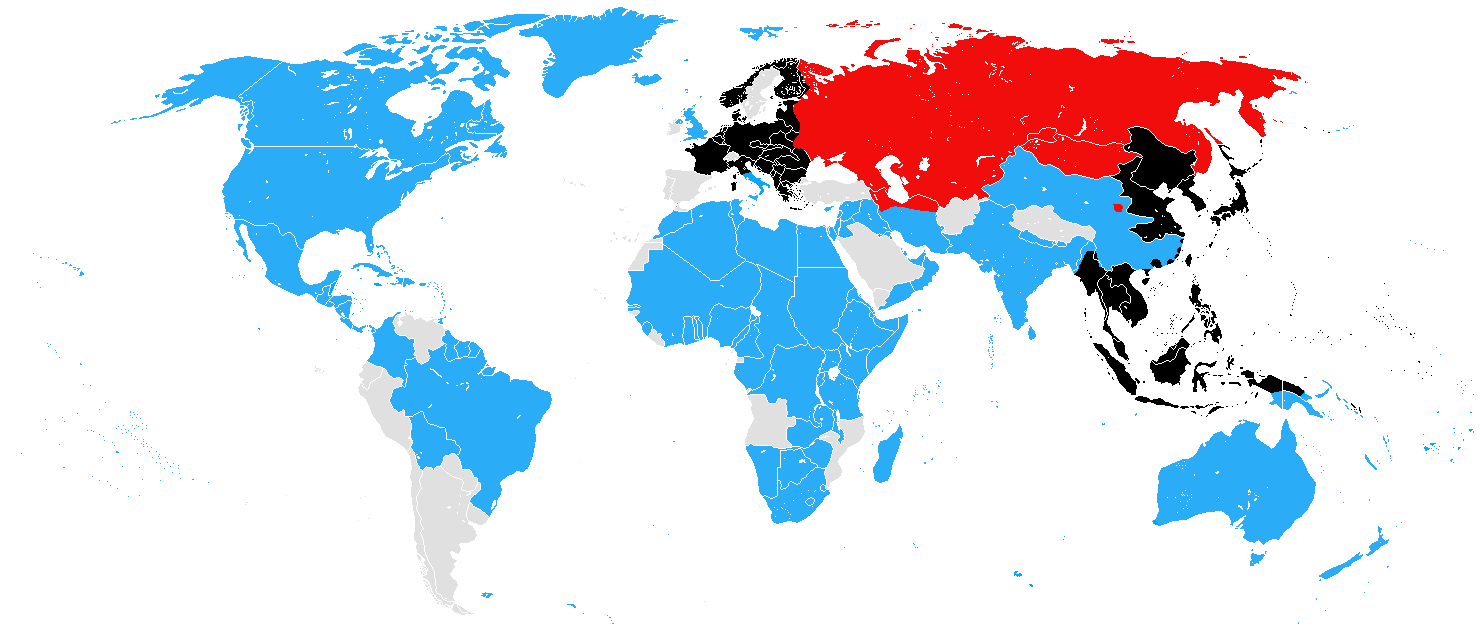
červen 1944

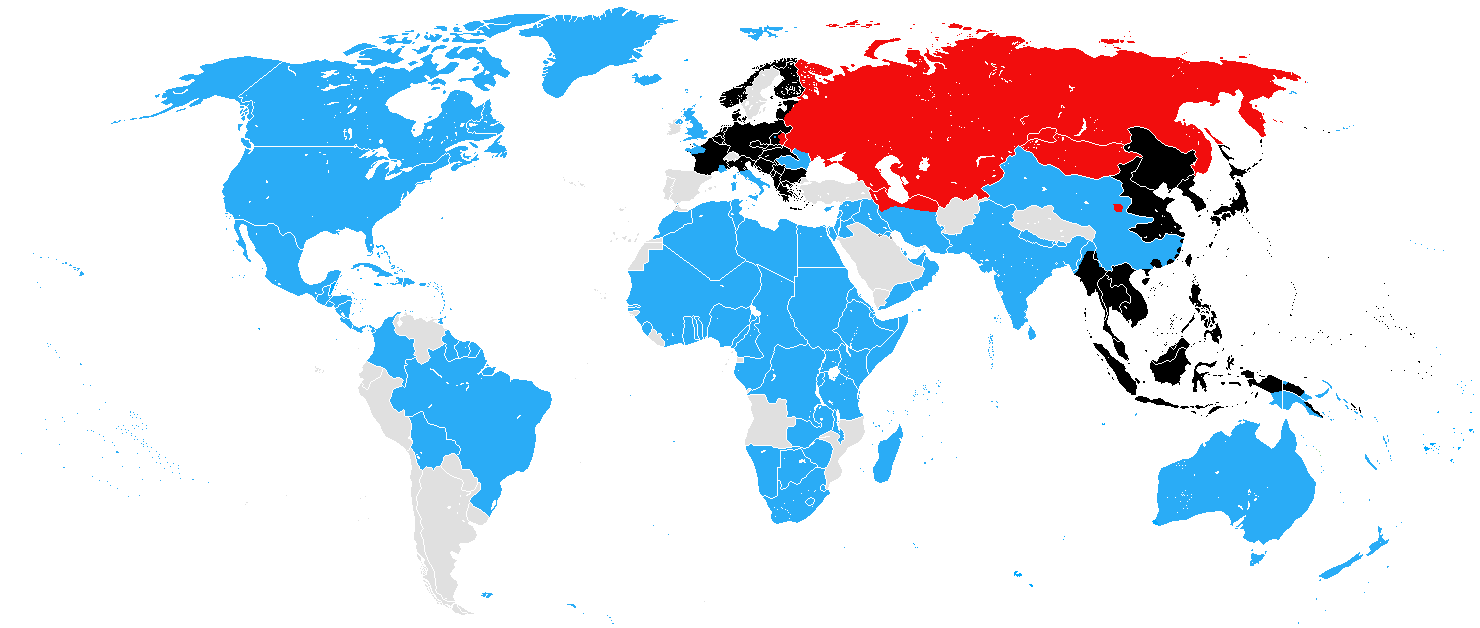
srpen 1944

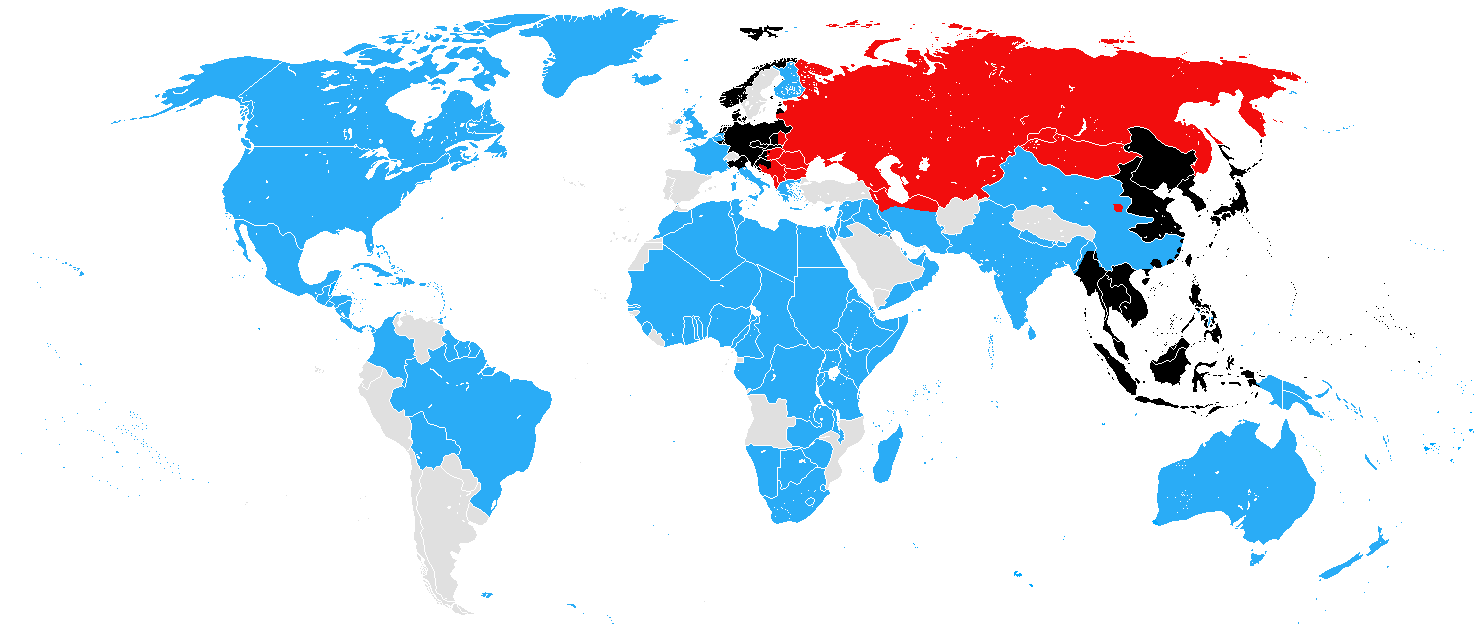
prosinec 1944

- leden – USA dobyly Marshallovy ostrovy.
- 13. ledna – Byla zahájena Leningradsko-novgorodská operace, při níž byla proražena blokáda Leningradu.
- 24. ledna – Rudá armáda zahájila Korsuň-ševčenkovskou operaci, které se účastnila i 1. československá samostatná brigáda.
- 8. dubna – byla zahájena Krymská operace, která skončila osvobozením Krymu od nacistické okupace.
- 6. června – Den D, začala Operace Overlord (Vylodění Spojenců v Normandii.)
- 9. června – Rudá armáda zahájila ofenzívu na Karelské šíji s cílem dobýt a obsadit Finsko (Pokračovací válka).
- 10. června – Jednotky Waffen SS provedly ve francouzské vesnici Oradour-sur-Glane masakr, při kterém bylo povražděno 642 obyvatel, z toho 247 žen a 205 dětí.
- 15. června
  - Americké jednotky se vylodily na Saipanu.
  - První nálet bombardérů Boeing B-29 Superfortress ze základen v Číně na Japonsko.
- 17. června – Island vyhlásil republiku.
- 19. až 20. června – Bitva ve Filipínském moři.
- 22. červen – Rudá armáda zahájila rozsáhlou operaci Bagration.
- 25. června až 9. července – Bitva v oblasti Tali-Ihantala. Finská armáda zastavila postup Rudé armády na Karelské šíji.
- 3. července – Rudá armáda osvobodila Minsk.
- 13. července – Rudá armáda zahájila Lvovsko-sandoměřskou operaci
- 20. července – Neúspěšný atentát na Adolfa Hitlera; viz Stauffenbergův pokus o převrat.
- 21. července – Americké jednotky se vylodily na Guamu.
- 22. července – Byl založen Mezinárodní měnový fond.
- 24. července – Americké jednotky se vylodily na Tinianu.
- 1. srpna – Polsko: v 17 hodin, v tzv. hodinu „W“, začalo Varšavské povstání proti německým okupantům.
- 1. srpna – Ostrov Tinian v souostroví Severní Mariany byl prohlášen za bezpečný.
- 6. srpna – Němečtí nacisté popravili v obci Životice 36 civilistů a dalších 31 osob odvlékli do koncentračních táborů (Životická tragédie).
- 8. srpna – Vojáci generála George S. Pattona osvobodili francouzské město Le Mans.
- 10. srpna – Ostrov Guam prohlášen za bezpečný.
- 14. srpna – Po intenzivním boji dům od domu bylo spojenci dobyto St. Malo (kromě citadely).
- 15. srpna – Spojenci se vylodili na jihu Francie (Operace Dragoon).
- 16. srpna – Kanaďané dobyli Falaise.
- 17. srpna – Citadela v St. Malo, obsazená Wehrmachtem, kapitulovala.
- 20. srpna – Rudá armáda zahájila Jasko-kišiněvskou operaci.
- 21. srpna – Šéfové diplomatických misí 5 neutrálních zemí v čele s nunciem Angelem Rottou protestovali u Maďarského regenta Miklóse Horthyho proti deportacím Židů.
- 29. srpna – Začátek Slovenského národního povstání.

- září – Začala Laponská válka mezi Finskem a Německem.
- 3. září – Spojenecká vojska osvobodila belgické hlavní město Brusel.
- 8. září – Začala Karpatsko-dukelská operace.
- 14. září – Rudá armáda zahájila Baltickou operaci.
- 15. září – Americké jednotky se vylodily na Peleliu.
- 17. září
  - Spojenci zahájili operaci Market Garden.
  - Americké jednotky se vylodily na Angaur.
- 28. září až 24. listopadu – Rudá armáda v součinnosti s jugoslávskými jednotkami uskutečnila Bělehradskou operaci.
- 20. října – Americké jednotky se vylodily na Filipínském ostrově Leyte – začalo znovudobytí Filipín.
- 23. až 26. října – Bitva u Leyte, jedna z největších námořních bitev v dějinách.
- 29. října – Rudá armáda pokračovala v Bělehradské operaci.
- listopad
  - Osvobození Belgie, Vilnius.
  - Při leteckém náletu byl zničen počítač Z3.
  - První využití pušky Sturmgewehr 44 (StG 44) německou armádou.
  - Charles de Gaulle předsedou francouzské vlády.
  - Maďarsko, Rumunsko a Bulharsko opustily Pakt tří.
  - Osvobozen koncentrační tábor Majdanek.
  - Moresnet navrácen Belgii.
  - Moldávie a Moldavsko součástí SSSR.
- 29. listopadu – V Albánii se k moci dostala komunistická strana pod vedením Envera Hodži.

## 1945

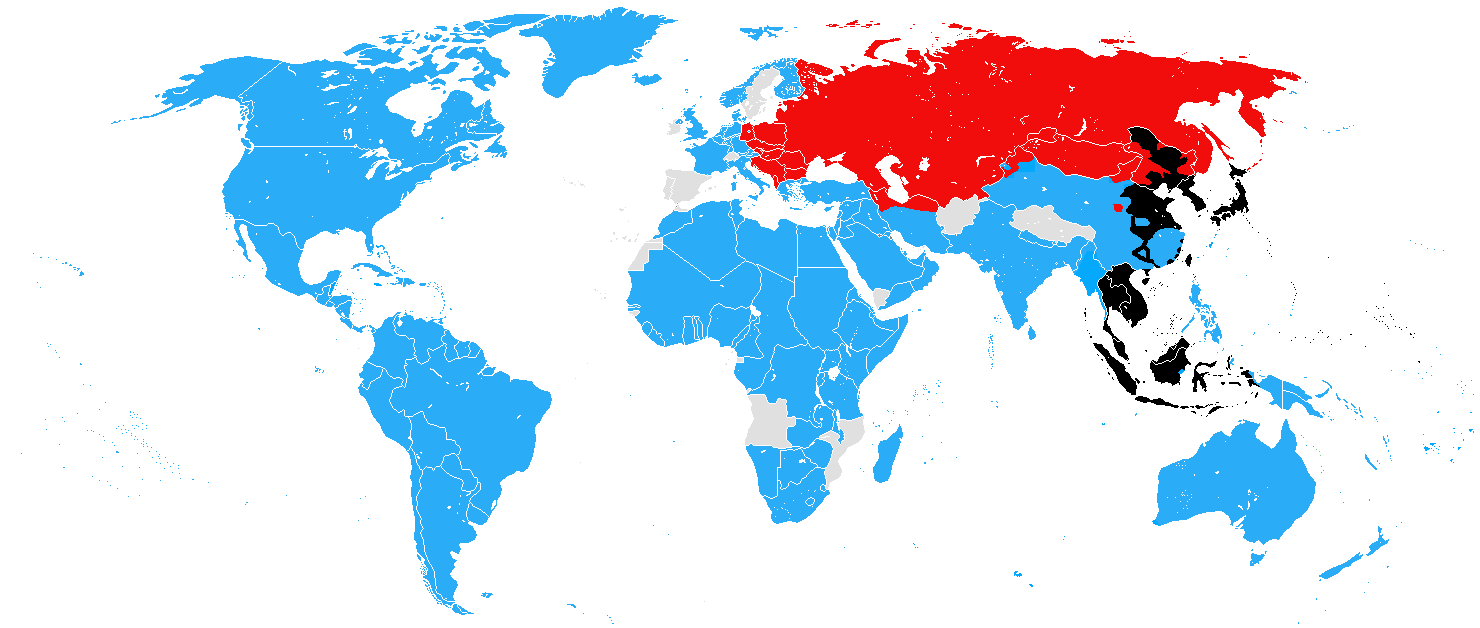
srpen 1945

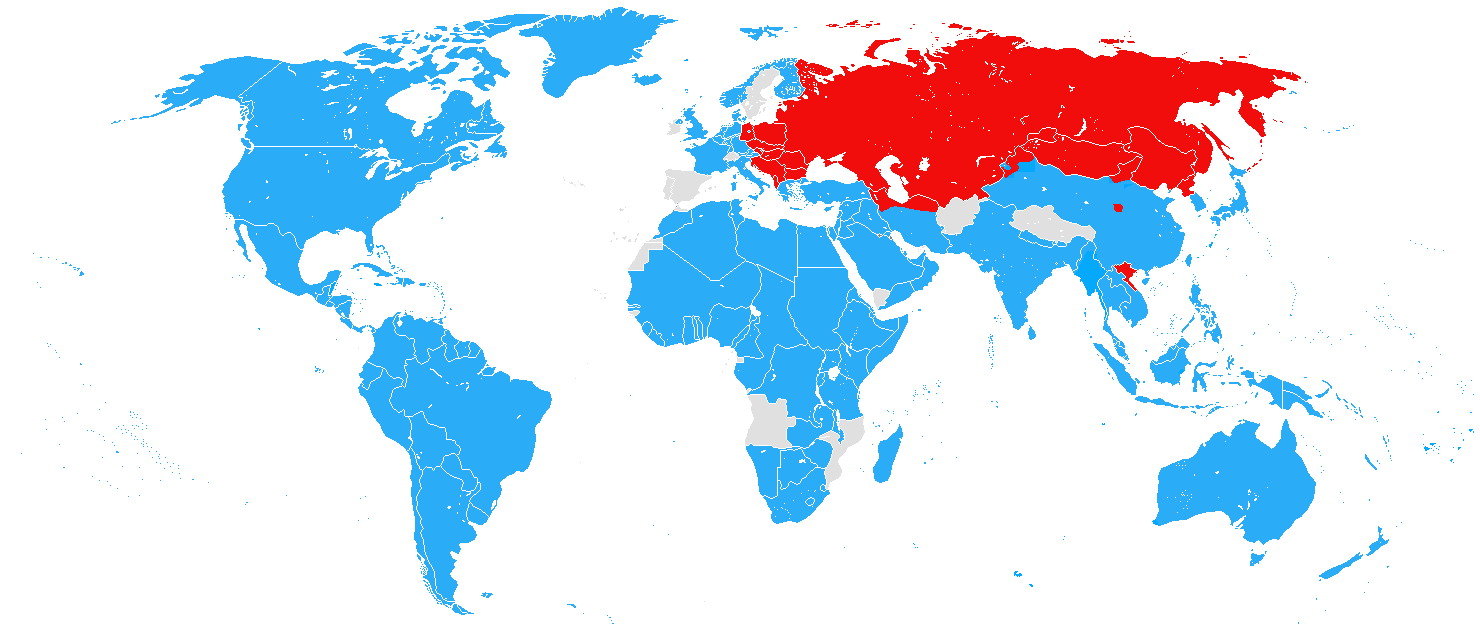
září 1945

- 12. ledna – Začala Viselsko-oderská operace, při níž Rudá armáda postoupila až k Odře. Současně byla zahájena Západokarpatská operace, útoku na východním Slovensku se účastnil i 1. československý armádní sbor.
- 13. ledna – Začal útok Rudé armády na Východní Prusko – Východopruská operace.
- 15. ledna – Pět dělostřeleckých pluků 1. čs. armádního sboru se v prostoru Jasla úspěšně podílelo na zahájení útočné operace proti německým vojskům (bitva u Jasla).
- 19. ledna – Rozpuštění polské Zemské armády.
- 25. ledna – Zformování 1. smíšené letecké divize v SSSR.
- 30. ledna – Sovětskou ponorkou S-13 byla potopena německá osobní loď Wilhelm Gustloff (loď). Zahynulo pravděpodobně přes 9000 osob, jedná se o největší námořní katastrofu v dějinách.
- 3. února – Začaly boje o Liptovský Mikuláš, které trvaly 2 měsíce. Účastnil se jich i 1. československý armádní sbor.
- 4. února – Zahájení Jaltské konference Spojenců. Zúčastnili se jí Josif Stalin, Franklin Delano Roosevelt a Winston Churchill.
- 10. února – Sovětskou ponorkou S-13 byla torpédována německá dopravní loď General von Steuben. Zahynulo 3608 osob.
- 19. února – Vylodění spojenců na Iwodžimě – začala bitva o Iwodžimu.
- 10. března – Začal útok Rudé armády a čs. jednotek na Severní Moravu a Slezsko (Ostravsko-opavská operace).
- 20. března – Adolf Hitler vydal tzv. „Neronův rozkaz“, podle kterého pod sankcí okamžitého zastřelení nesměli zůstat občané Německa na územích získaných spojenci, měly být zničeny stavby a veškeré stroje a zařízení.
- 25. března – Jednotky Rudé armády a rumunská vojska zahájily Bratislavsko-brněnskou operaci.
- duben – Skončila Laponská válka (válka mezi Finskem a Německem, trvající od září 1944).
- 1. dubna – Vylodění spojenců na Okinawě – začala bitva o Okinawu.
- 2. dubna – Byla zahájena ofenzíva 3. ukrajinského frontu sovětské armády a 1. bulharské armády na Vídeň (Vídeňská operace).
- 4. dubna – Začalo Gruzínské povstání na Texelu.
- 7. dubna – Operace Ten-gó: americké palubní letouny potopily japonskou bitevní loď Jamato a pět doprovodných plavidel, které se pokusily o sebevražedný výpad proti spojeneckým jednotkám u Okinawy.
- 16. dubna – Sovětskou ponorkou L-3 byla torpédována německá transportní loď Goya. Katastrofu nepřežilo 6–7 tisíc osob.
- 18. dubna – Vypálení osady Zákřov, kde bylo za asistence Vlasovců gestapem mučeno a zaživa upáleno 19 osob.
- 19. dubna – Vypálení osady Ploština německými nacisty, masakr civilního obyvatelstva.
- 21. dubna – Jednotky 3. americké armády vstoupily na čs. území a dobyly Aš, začalo osvobození západních a jihozápadních Čech americkou armádou.
- 23. dubna – Vyhlazení osady Prlov německými nacisty.
- 25. dubna – Osvobozen koncentrační tábor Dachau.
- 25. dubna – Byl zahájen přímý útok Rudé armády na Berlín (Bitva o Berlín).
- 26. dubna – Vojska 2. ukrajinského frontu osvobodila Brno.
- 30. dubna – Jednotky 4. ukrajinského frontu osvobodily Ostravu.
- 30. dubna – Adolf Hitler spáchal v Berlíně sebevraždu.
- 1. května – V Přerově vypuklo povstání, začátek květnového povstání českého lidu.
- 2. května – Němci popravili v Terezínské pevnosti 56 českých vlastenců.
- 3. května – Ustupující Němci po přestřelce s partyzány vypálili obec Leskovice a zmasakrovali tamních 25 obyvatel.
- 3. května – Po útoku britského letectva je potopena německá loď Cap Arcona. O život přišlo asi 4 500 lidí, zejména vězňů z německých koncentračních táborů.
- 5. května – V Praze začalo povstání proti německé okupaci.
- 5. května – Příslušníci SS vyhladili obec Javoříčko.
- 6. května – Jednotky americké armády osvobodily Plzeň.
- 6. května – Byla zahájena Pražská operace Rudé armády.
- 6. května – Němci provedli tzv. Velkomeziříčský masakr, při kterém zahynulo 58 osob.
- 6. května a 7. května – Masakry českých civilistů (žen, starců a dětí) jednotkami SS v Praze. Při masakru v Úsobské ulici bylo povražděno 37 osob, z toho 10 dětí, 13 žen, z nich dvě těhotné, a 14 mužů. Masakr v Lahovicích si vyžádal 61 mrtvých, další masakry se uskutečnily na Hradčanech, v Kobylisích, na Pankráci, na Masarykově nádraží, na Dejvickém nádraží a jiných místech.
- 7. května – Na Moravě došlo k poslednímu většímu bojovému střetnutí čs. vojsk za druhé světové války, k bitvě o Břest.
- 7. května – Němci povraždili v Třešti 33 českých občanů.
- 8. května – Konec druhé světové války v Evropě.
- 9. května – Tankové jednotky Rudé armády přijely do Prahy. Při ústupu do amerického zajetí postříleli Němci v obci Lejčkov 24 českých obyvatel.
- 11. května – U Slivice na Milínsku probíhala bitva u Slivice, padaly tam poslední výstřely Druhé světové války v Evropě.
- 20. května – Skončilo Gruzínské povstání na Texelu.
- 18. června a 19. června – Příslušníci československé armády vedení Karolem Pazúrem spáchali v Přerově masakr na Švédských šancích, jednu z nejbrutálnějších masových vražd přesouvajících se Němců na západ.
- 26. června – Byla podepsána Charta Spojených národů.
- 29. června – Mezi představiteli Československa a SSSR byla uzavřena smlouva o odstoupení Podkarpatské Rusi.
- 1. července – Německo rozděleno mezi spojenecké okupační síly.
- 16. července – V Nevadské poušti proběhl první pokusný jaderný výbuch.
- 17. července – Byla zahájena Postupimská konference Spojenců (tzv. Velké trojky). Zúčastnili se jí Josif Stalin, Harry S. Truman a Winston Churchill.
- 2. srpna – Ukončena jednání Velké trojky v Postupimi.
- 6. srpna – Spojené státy shodily uranovou atomovou bombu Little Boy na Hirošimu. V okamžiku zabito 80 tisíc lidí.
- 8. srpna – SSSR vyhlásil válku Japonsku (Sovětsko-japonská válka).
- 9. srpna – Spojené státy shodily plutoniovou atomovou bombu Fat Man na město Nagasaki. Stalo se v 23:02 místního času, bomba měla sílu 22 kilotun TNT. Pravděpodobně bylo zabito 60 až 80 tisíc lidí, dalších 60 tisíc zraněno.
- 15. srpna – Císař Hirohito oznámil kapitulaci Japonska.
- 2. září – Oficiální konec druhé světové války podpisem kapitulace Japonska na palubě USS Missouri (BB-63).